# Oreophryne minuta
Oreophryne minuta är en groddjursart som beskrevs av Richards och Djoko Iskandar 2000. Oreophryne minuta ingår i släktet Oreophryne och familjen Microhylidae. IUCN kategoriserar arten globalt som otillräckligt studerad. Inga underarter finns listade i Catalogue of Life.